# FM 음악도시
《FM 음악도시》는 매일 밤 10시부터 밤 12시까지 방송되었던  MBC FM4U의 라디오 프로그램이다.

## 프로그램의 역사
이 프로그램은 밤의 디스크쇼, FM 데이트(시간대 변경) 이후 1996년 4월 봄 개편으로 신설된 심야방송 이었다. 초기에는 자정부터 새벽 2시까지 하던 프로그램이었으며, 1대 시장(진행자)은 신해철이었고, 2대 시장은 유희열이었다. 

그리고 2001년 4월부터 3대 시장으로 이소라가 진행했으나 2006년 4월 23일 MBC 라디오 봄 개편으로 폐지되었다. 그 후 《박명수의 펀펀라디오》, 《꿈꾸는 라디오》가 방송되다가 2011년 6월 1일부터 프로그램이 부활하면서 4대 시장인 성시경이 진행을 맡기 시작했다.
한편 성시경의 개인 스케줄이나 사정으로 인해서 잠시 자리를 비웠을 경우에 그 자리를 대신 채워준 임시 시장(DJ)들의 경우, 2012년 10월 24일부터 임수정이 일주일간 임시 진행한 바 있으며, 2013년 1월 14일부터 1월 19일까지는 박효신이 6일 간 임시 진행한 적이 있다. 이 외에도 성시경이 휴가, 콘서트 등으로 가끔 비울때 루시드 폴 등 동료 뮤지션들이 임시 시장(DJ)을 맡은 바 있다.
2014년 4월 13일을 마지막으로 4대 DJ 성시경이 8집 앨범 작업 등을 이유로 하차하게 되면서 이후 아이유(14일), 허지웅(15일), 이적(16일), 이승환(17, 18일), 류수영(19, 20일)이 임시 DJ를 맡는 체제로 진행되다가 동시간대의 이전 방송이었던 《꿈꾸는 라디오》가 부활함으로써 결국 음악도시는 이후 18년 만에 또 다시 폐지되고 말았다.

## 역대 DJ
흔히 FM 음악도시의 DJ는 '시장'이라는 별칭을 가지기도 했다.
| DJ         | 진행 기간                        |
| ---------- | -------------------------------- |
| 1대 신해철 | 1996년 4월 2일 ~ 1997년 10월 1일 |
| 2대 유희열 | 1997년 10월 2일 ~ 2001년 4월 8일 |
| 3대 이소라 | 2001년 4월 9일 ~ 2006년 4월 23일 |
| 4대 성시경 | 2011년 6월 1일 ~ 2014년 4월 13일 |
| 임시DJ     | 2014년 4월 14일 ~ 4월 20일       |

### 임시 DJ
- 아이유: 2014년 4월 14일
- 허지웅: 2014년 4월 15일
- 이적: 2014년 4월 16일
- 이승환: 2014년 4월 17일, 18일
- 류수영: 2014년 4월 19일, 20일

## 프로그램 역대 시그널
| DJ                    | 시그널     | 음악가       |
| --------------------- | ---------- | ------------ |
| 1대 신해철 2대 유희열 | Travelling | Blonker      |
| 3대 이소라            | The Look   | Chris Botti  |
| 4대 성시경            | Freedom    | Robert Miles |

## 코너
2014년 4월 성시경의 하차 직전까지 존재했던 코너들의 명칭들이다. 이 표에 기록된 게스트들은 4월 13일 성시경이 하차하면서 역시 하차했다. 임시 DJ 체제 시에는 임시 게스트를 초청한 바 있다.
| 요일 | 1부                                        | 2부                                        | 3부                               | 4부                                |
| ---- | ------------------------------------------ | ------------------------------------------ | --------------------------------- | ---------------------------------- |
| 월   | 별난 사람들 (With 문천식)                  | 별난 사람들 (With 문천식)                  | 사랑을 남기다 문자 소개 사연 소개 | 내가 오늘 알게 된 것 New & Special |
| 화   | 캐스커의 달의 뒤편 (With 캐스커)           | 캐스커의 달의 뒤편 (With 캐스커)           | 사랑을 남기다 문자 소개 사연 소개 | 내가 오늘 알게 된 것 New & Special |
| 수   | 와? 왜? (With 심현보, 조태준)              | 와? 왜? (With 심현보, 조태준)              | 사랑을 남기다 문자 소개 사연 소개 | 내가 오늘 알게 된 것 New & Special |
| 목   | 추억의 디스크쇼 (With 김영희, 오나미)      | 추억의 디스크쇼 (With 김영희, 오나미)      | 사랑을 남기다 문자 소개 사연 소개 | 내가 오늘 알게 된 것 New & Special |
| 금   | 김혜리의 영화, 사람을 만나다 (With 김혜리) | 김혜리의 영화, 사람을 만나다 (With 김혜리) | 사랑을 남기다 문자 소개 사연 소개 | 내가 오늘 알게 된 것 New & Special |
| 토   | 대결! 음식도시 (With 노중훈, 이현주)       | 대결! 음식도시 (With 노중훈, 이현주)       | 선택! 음악도시                    | 선택! 음악도시                     |
| 일   | 음도 컬렉션, the...                        | 음도 컬렉션, the...                        | 시장과의 대화                     | 시장과의 대화                      |

## 코너 별 설명

### 별난 사람들
- 매주 월요일 진행 (2014년 3월 3일 ~ 4월 14일)
- 게스트: 문천식

그동안 DJ 단독 사연 소개하던때였으나, 이후 2014년 3월 첫째주부터 코너를 신설하여 개그맨 문천식을 섭외하였다.

다른 사람들과는 전혀 다른, 특이한 취미나 특이한 행동, 언행 등을 가지고 있는 사람들에 대해 사연을 받는 코너이다.

성시경이 하차하면서 문천식 역시 하차했으며, 2014년 4월 14일에는 개그맨 허경환이 잠시 출연했다.

### 달의 뒤편
- 매주 화요일 진행 (2011년 6월 1일 ~ 2014년 4월 15일)
- 게스트: 캐스커 (이준오, 이융진)

과거 《심현보와 꿈꾸는 라디오》시절부터 진행하던 코너인 《밤의 이야기》라는 코너를 계승한 것으로, 음악도시로 바뀐 뒤로도 2013년 초반까지 계속 진행했으나, 2013년부터 코너를 바꿔서 《달의 뒷편》이라는 코너로 변경했다.

사연자가 다시 돌아가서 한마디 하고 싶은 순간을 재연하는 사연의 코너.

이 코너 역시 성시경이 하차하면서 이준오, 이융진 또한 하차하게 되었다. 마지막인 4월 15일에는 작사가 김이나가 게스트로 출연했다.

### 와? 왜?
- 매주 수요일 진행 (2013년 ~ 2014년 4월 9일)
- 게스트: 심현보, 조태준

사연자들이 매우 혼자 고민하게 되는 사연들을 보낸 뒤, 이에 대해서 세 사람이 각자 해결책을 제시하는 코너.

작사가 겸 작곡가 심현보와 '하찌와 TJ'의 조태준(TJ)이 참여한다.
이 프로도 성시경이 하차하면서 심현보, 조태준 역시 하차하였다.

이후 이 코너는 이적이 진행할 시 가수 이지형이 음악선곡하는 방식 <그런 노래>라는 코너로 방송했다.

### 추억의 디스크쇼
- 매주 목요일 진행 (2014년 3월 6일 ~ 4월 10일)
- 게스트: 오나미, 김영희

### 김혜리의 영화, 사람을 만나다
- 매주 금요일 진행 (2011년 6월 1일 ~ 2014년 4월 18일)
- 게스트: 김혜리 (씨네21 편집위원)

씨네21의 편집위원 김혜리가 게스트를 맡았었다. 그녀가 추천한 영화의 캐릭터 하나를 가지고 여러 얘기를 나누는 코너. 

이 코너 또한 성시경이 하차하면서 김혜리 역시 하차하였다. 마지막인 4월 18일에는 작가 배순탁이 게스트로 출연했다.

### 대결! 음식도시
- 매주 토요일 진행
- 게스트: 노중훈, 이현주

### 과거 진행했던 코너
- 학교에서 가르쳐 주지 않는 것들 (with 김태훈)
- 그늘의 그늘 (with 알렉스)
- 이별의 그늘 (with 윤상)
- 시인의 마을 (with 김광진, 심현보)
- 심야 상담 (with 김현철 - 정신과 상담의)
- (수) 나 문천식이야 (with 문천식, 2011년 6월 1일 ~ 2013년)
- (목) 연애의 기술 (with 곽정은, 2011년 ~ 2013년 2월 27일)

### 내용주
1. ↑  2002년 가을 개편부터는 방송 시간이 자정에서 밤 10시로 2시간 앞당겨졌고, 그러다가 2003년 봄 개편때는 그 당시 가수 김형중이 진행하던 《라디오천국》의 시간대 이동으로 인해 밤 11시로 1시간 늦춰졌으며 라디오천국이 폐지되면서부터는 방송 시간이 다시 원래 시간인 밤 10시가 되었다.
2. ↑  당시 이렇다할 차기 DJ를 고려할 수 없게 되면서 해당 프로그램의 한 코너를 통해 고정 게스트로 출연했던 유희열이 발탁돼 진행을 맡기 시작했다.
3. ↑  방송 초기에는 전임 DJ들이 진행했을 당시의 시그널 음악이 잠시 쓰였다.
4. ↑  과거 문천식은 수요일 게스트로 활동했었다.

### 참조주
1. ↑  김진희 (2006년 4월 24일). “이소라 ‘음악도시’ 종방…박명수로 대체”. 국민일보.
2. ↑  강석봉 (2011년 5월 17일). “성시경 ‘FM음악도시’ DJ로 라디오 복귀”. 경향신문.
3. ↑  임수정 DJ 된다, 음악도시 성시경 일주일 빈자리 채워
4. ↑  김현정 (2014년 4월 10일). “http://news.naver.com/main/read.nhn?mode=LSD&mid=sec&sid1=106&oid=311&aid=0000326747”. 엑스포츠뉴스. |title=에 외부 링크가 있음 (도움말)
5. ↑  김미화 (2014년 4월 15일). “타블로, MBC '꿈꾸는 라디오'로 5년만에 DJ 컴백”. 스타뉴스.
6. ↑  성시경, MBC 라디오 ‘음악도시’ DJ 4년 만에 하차, 2013년 4월 4일, <해럴드생생뉴스>
7. ↑  아이유, 허지웅, 이적, 이승환, 류수영 (하단에 표시)